# رافاييلا أندرسون
رافائيلا أندرسون (ولدت باسم مليكة عمران في 8 يناير 1976) ممثلة إباحية فرنسية سابقة، تعمل حالياً ككاتبة ومنتجة.

## حياتها
ولدت رافاييلا بعائلة من أصول جزائرية واسمها الحقيقي «مليكة عمران». درست السكرتارية، ثم بدأت عملها كممثلة إباحية سنة 1995 عندما كانت تبلغ من العمر 19 سنة، وتركت العمل بعد ست سنوات.

## روابط خارجية
- رافاييلا أندرسون على موقع IMDb (الإنجليزية)
- رافاييلا أندرسون على موقع ألو سيني (الفرنسية)
- رافاييلا أندرسون على موقع أول موفي (الإنجليزية)
- رافاييلا أندرسون على موقع قاعدة بيانات الأفلام السويدية (السويدية)
- رافاييلا أندرسون على موقع قاعدة بيانات الفيلم (الإنجليزية)
- رافاييلا أندرسون على موقع كينوبويسك (الروسية)